# Mexican Juniors
Das Mexican Juniors (auch Mexico Junior International genannt) ist im Badminton die offene internationale Meisterschaft von Mexiko für Junioren und damit das bedeutendste internationale Juniorenturnier in Mexiko. Es wurde erstmals im April 2014 ausgetragen.

## Die Sieger
| Saison    | Herreneinzel          | Dameneinzel                       | Herrendoppel                                | Damendoppel                                             | Mixed                                          |
| --------- | --------------------- | --------------------------------- | ------------------------------------------- | ------------------------------------------------------- | ---------------------------------------------- |
| 2014      | Rubén Castellanos     | Haramara Gaitan                   | Daniel Martinez Gerson Quezada              | Haramara Gaitan Sabrina Solis                           | Carlos Emanuelle Morales Corzo Haramara Gaitan |
| 2015      | Korakrit Laotrakul    | Manassanan Lerthattasin           | Pakin Kuna-Anuvit Natthapat Trinkajee       | Natchpapha Chatupornkarnchana Kwanchanok Sudjaipraparat | Pakin Kuna-Anuvit Kwanchanok Sudjaipraparat    |
| 2016      | nicht ausgetragen     | nicht ausgetragen                 | nicht ausgetragen                           | nicht ausgetragen                                       | nicht ausgetragen                              |
| 2017      | Christopher Martínez  | Yaqueline Duarte                  | Jesus Arturo Barajas Lopez Luis Montoya     | Yesenia Duarte Adelina Quiñones                         | Christopher Martínez Diana Corleto Soto        |
| 2018      | Fabrício Farias       | Jennie Gai                        | Jesus Arturo Barajas Lopez Luis Montoya     | Yaqueline Duarte Nicole Marquez                         | Fabrício Farias Jaqueline Lima                 |
| 2019 2020 | nicht ausgetragen     | nicht ausgetragen                 | nicht ausgetragen                           | nicht ausgetragen                                       | nicht ausgetragen                              |
| 2021      | Adriano Viale Aguirre | Miriam Jacqueline Rodriguez Perez | Adriano Viale Aguirre Remo Blondet Martinez | Romina Fregoso Miriam Jacqueline Rodriguez Perez        | Rodrigo Morales Romina Fregoso                 |
| 2023 2024 | nicht ausgetragen     | nicht ausgetragen                 | nicht ausgetragen                           | nicht ausgetragen                                       | nicht ausgetragen                              |